# John Tojeiro
John Tojeiro (ur. 3 grudnia 1923 w Estoril, zm. 16 marca 2005 w Cambridge) – brytyjski konstruktor i inżynier wyścigowy portugalskiego pochodzenia.

## Życiorys
Tojeiro urodził się w Estoril jako syn Portugalczyka i Brytyjki. Jednak jego ojciec zmarł, gdy John był niemowlęciem, stąd też jego matka przeprowadziła się wraz z synem do Wielkiej Brytanii. Podczas II wojny światowej służył w Fleet Air Arm.
Mimo że nigdy nie odebrał formalnego wykształcenia inżynierskiego, w latach 50. rozpoczął budowę samochodów – początkowo na własny użytek. Pierwsza konstrukcja Tojeiro była oparta na ramie z niezależnym zawieszeniem obejmującym wahacze i poprzeczne resory. Jednym z pierwszych klientów Tojeiro był Brian Lister, który wyposażył następnie samochód w silnik JAP. Następnie rozpoczął sprzedaż nadwozi samochodowych. Jeden z najbardziej udanych takich samochodów nosił oznaczenie LOY 500 i był napędzany silnikami Bristol, a jego karoseria stanowiła kopię typu barchetta używanego w niektórych Ferrari. Za kierownicą tego pojazdu Cliff Davis odnosił sukcesy w brytyjskich wyścigach.
Za pośrednictwem Davisa Tojeiro sprzedał prawa do projektu firmie AC Cars za 5 funtów od egzemplarza z maksymalną kwotą 500 funtów. Firma AC zmieniła karoserię, tworząc w ten sposób model Ace, protoplastę Cobry.
Nadwozia tworzone przez Tojeiro nie odnosiły znaczących sukcesów pod koniec lat 50., jednak mimo to istniał na nie popyt. Tojeiro zaprojektował także samochód Formuły Junior z centralnym silnikiem, otrzymał również zlecenie na zaprojektowanie samochodu Britannia GT z silnikiem Forda Zephyra. Samochód nie odniósł sukcesu handlowego i firma Britannia upadła w 1960 roku. Następnie zaprojektował samochód Berkeley Bandit, jednak firma Berkeley została rozwiązana w 1961 roku.
Startujący samochodem Tojeiro w specyfikacji Formuły 2 Richard Utley został zgłoszony do Grand Prix Niemiec 1958, jednak samochód nie był gotowy. Na wyścig 24h Le Mans 1962 zespół Ecurie Ecosse zlecił Tojeiro wykonanie dwóch coupé z centralnymi silnikami Coventry Climax FPF, skrzyniami biegów Cooper/Jack Knight, niezależnym zawieszeniem ze sprężynami śrubowymi i wahaczami nierównej równości oraz nadwoziami w stylu Cavendisha Mortona. Samochody zostały zbudowane w pośpiechu i nie były testowane w wystarczającym stopniu. Do wyścigu został zgłoszony tylko jeden model, który zakończył rywalizację po ośmiu godzinach, jadąc wówczas na 17 miejscu.
W roku 1963 samochody Tojeiro otrzymały silniki Ford i Buick V8. Kierowcą był Jackie Stewart, który zdołał odnieść w brytyjskich wyścigach dobre wyniki.
Następnie John Tojeiro rozwinął małą firmę inżynieryjną produkującą części dla większych marek. Zmarł po długiej chorobie w 2005 roku.